# Млечнокисели продукти
Млечнокиселите продукти са хранителни продукти от мляко, в което основният млечен протеин – казеинът, е преминал от състояние на зол в състояние на гел. Този преход се осъществява под въздействието на млечната киселина, която се образува от анаеробната ензимна хидролиза – млечнокисела ферментация на млечната захар, която се причинява от млечнокисели микроорганизми.